# Затока всіх святих
Тодуз-ус-Сантус (порт. Baía de Todos os Santos) — бухта на східному узбережжі Бразилії в штаті Баїя, на берегах якої частково розташовується столиця штату, місто Салвадор. Площа бухти — 1223 км², що робить її другою за величиною серед заток Бразилії.
Середня глибина 9,8 м. У бухті 91 острів, найбільший з яких, Ітапаріка, розташовується біля самого входу. Фарол-да-Барра (маяк Барра), що знаходиться на місці історичної фортеці, також розташовується біля входу до бухти.